# Rhodostrophia unilinea
Rhodostrophia unilinea là một loài bướm đêm trong họ Geometridae.